# Antonio Meucci
Antonio Santi Giuseppe Meucci (13. dubna 1808 Florencie – 18. října 1889 New York) byl italský vynálezce. Proslul sestrojením zvukového přístroje, který je považován za první telefon, přestože primát byl většinou připisován Grahamu Bellovi. Meucci svůj přístroj sestrojil v roce 1849 během pobytu v Havaně na Kubě.
A. S. G. Meucci studoval design a strojní inženýrství na Akademii výtvarných umění ve Florencii. Když byl zaměstnán jako jevištní technik v městském Teatro della Pergola, vyvinul jednoduchý systém, který pomáhal kolegům v divadle komunikovat. V divadle se poznal s kostýmní výtvarnicí Ester Mochi, s níž se 7. srpna 1834 oženil.
V říjnu 1835 odešel s manželkou na Kubu. Při práci na metodách léčby nemocí elektrickými šoky zjistil, že elektrické impulzy by mohly měděným drátem přenášet zvuk. Rozpoznal potenciál svého objevu a v roce 1850 se s manželkou přestěhoval k malému městu Cliftonu na Staten Island poblíž New Yorku.
Protože Meucciho manželka Ester trpěla artritidou a nemohla se hýbat, upravil Antonio Meucci přístroj tak, aby s ní mohl komunikovat, a propojil její ložnici ve druhém patře permanentní linkou se svou dílnou. V roce 1860 uspořádal veřejné předvedení přístroje, jehož popis byl zveřejněn v newyorských italských novinách. Meucciho se snažil najít finanční podporu, ale činila mu potíže angličtina. Poté, co manželka prodala jeho prototypy telefonů do obchodu s použitým zbožím (za šest dolarů), byl nucen zhotovovat nové prototypy – ty byly již sofistikovanější. (Induktor ve tvaru válce s železným jádrem byl natolik důmyslný, že byl o desítky let později využit ke spojování na velké vzdálenosti.)
Dne 28. prosince 1871 částečně patentoval (tzv. patent caveat) přístroj, který nazval „teletrofono“ (teletrophon), přičemž v jeho dokumentu se nehovoří o elektromagnetickém přenosu zvuku, přestože jeho přístroj na elektromagnetickém principu pracoval. (Zvuk rozkmital membránu s permanentním magnetem v cívce, která převedla pohyb na elektrický proud. Ten pak byl přenesen dráty do stejného zařízení, které jej přeměnilo zpět na zvuk.)
Pouhé jednoleté obnovitelné oznámení o chystaném patentu (patent caveat) podával proto, protože si nemohl dovolit zaplatit 250 dolarů za definitivní patent na teletrofon. V roce 1874 si nemohl dovolit již ani deset dolarů na obnovení oznámení.
Meucci poslal model a technické podrobnosti telegrafní společnosti Western Union, ale v jednání neuspěl. Když v roce 1874 požádal o vrácení svých materiálů, bylo mu řečeno, že se ztratily. O dva roky později (1876) podal patent na telefon Graham Bell, který s Meuccim sdílel laboratoř, a uzavřel lukrativní dohodu s Western Union. Meucci Bella žaloval a vrchní soud souhlasil s projednáním případu a zahájil řízení proti Bellovi ve věci podvodu. Ovšem slibně se vyvíjející soudní řízení bylo ukončeno, protože Antonio Meucci zemřel.
Meucci byl za vynálezce telefonu dlouho považován pouze v Itálii a Italoameričany. Spory o prioritu se táhly více než sto let. Ovšem 11. června 2002 uznal Kongres Spojených států amerických rezolucí č. 269 Antonia Meucciho vynálezcem telefonu. Učinil tak na základě Meucciho notářsky ověřeného místopřísežného prohlášení, které je součástí tehdejších soudních spisů a které zahrnuje poznámky s nákresy v Meucciho laboratorním zápisníku. Stalo se tak 113 let po Meucciho smrti.